# Herīlābād
Herīlābād (persiska: هریل آباد) är en ort i Iran.   Den ligger i provinsen Kermanshah, i den nordvästra delen av landet, 400 km väster om huvudstaden Teheran. Herīlābād ligger 1 285 meter över havet och antalet invånare är 341.
Terrängen runt Herīlābād är varierad.Runt Herīlābād är det ganska tätbefolkat, med 185 invånare per kvadratkilometer. Närmaste större samhälle är Harsīn, 19,5 km söder om Herīlābād. Trakten runt Herīlābād består till största delen av jordbruksmark.